# Sint-Christoffelberg
De Sint-Christoffelberg (Papiaments: Seru San Kristòf) is een naar de heilige Christoffel vernoemde berg die met een hoogte van 372 meter het hoogste punt van Curaçao vormt. Daarmee staat de top op nummer drie van hoogste punten binnen het Koninkrijk der Nederlanden.

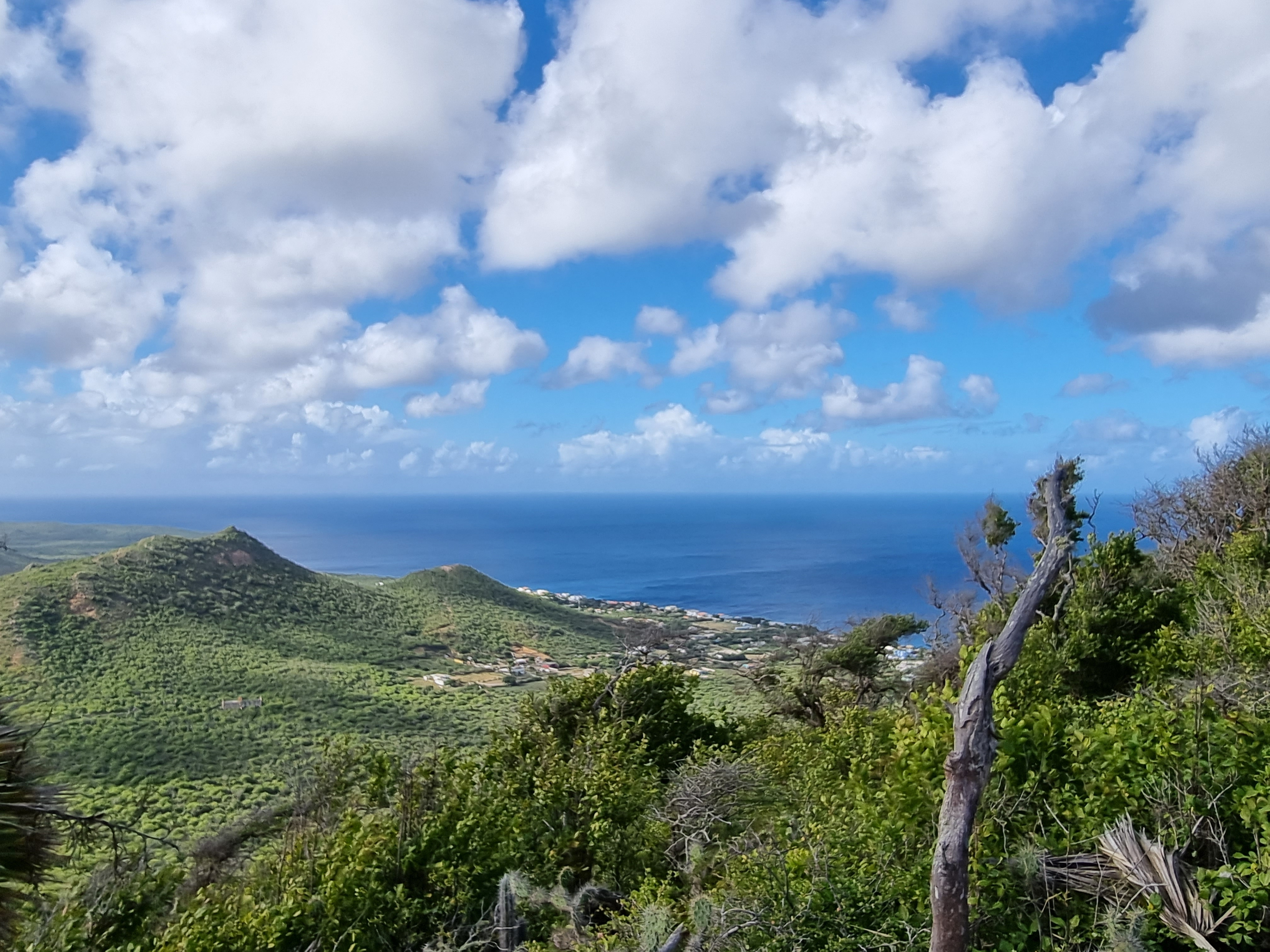
Seru di Bientu met uitzicht op Lagun

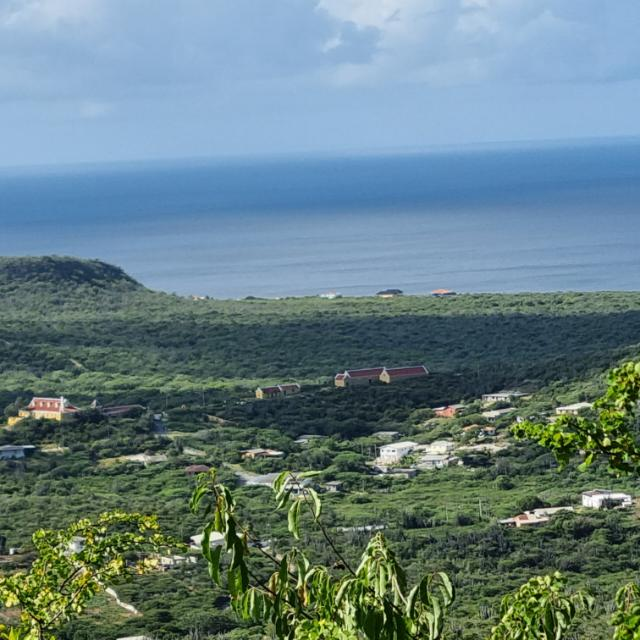
Seri Bientu met uitzicht op Landhuis Knip

De berg is gelegen in het Christoffelpark in Bandabou, het noordwesten van Curaçao. Vanaf de top van de berg is zicht op de Caribische Zee en enkele van haar eilanden.  